# Bob Whitfield
Bob Lectress Whitfield III (* 18. Oktober 1971 in Carson, Kalifornien) ist ein ehemaliger US-amerikanischer American-Football-Spieler auf der Position des Offensive Tackles. Er spielte insgesamt 15 Jahre in der National Football League (NFL).

## Frühe Jahre
Whitfield besuchte eine High School in Los Angeles, Kalifornien. Später ging er auf die Stanford University, wo er auch für das Collegefootballteam spielte.

## NFL

### Atlanta Falcons
Whitfield wurde im NFL Draft 1992 in der ersten Runde an insgesamt achter Position von den Atlanta Falcons ausgewählt. In seiner ersten NFL-Saison war er noch nicht auf seiner Position gesetzt. Erst ab 1993 konnte er sich auf der Position des Offensive Tackles durchsetzen. In der Saison 1998 erreichte er mit den Falcons den Super Bowl XXXIII, welcher jedoch mit 34:19 gegen die Denver Broncos verloren ging. In dieser Saison wurde Whitfield für seine guten Leistungen in den Pro Bowl gewählt. Er blieb noch bis zur Saison 2003 bei den Falcons, für die er insgesamt 178 Partien absolvierte.

### Jacksonville Jaguars
Zur Saison 2004 wechselte Whitfield zu den Jacksonville Jaguars. Hier blieb er ein Jahr.

### New York Giants
Zur Saison 2005 wechselte Whitfield zu den New York Giants. Am 12. Februar 2007 gab er bekannt, dass er seine Profikarriere beenden werde.

## Nach der Profikarriere
Whitfield wurde am 11. November 2011 in die Stanford University Hall of Fame aufgenommen.